# Lophornis pavoninus
Lophornis pavoninus là một loài chim trong họ Trochilidae.